# Silence (Doubovskoï)
Pour les articles homonymes, voir Silence (homonymie).
Silence (en russe : Притихло) ou Le calme avant la tempête, est un tableau paysager du peintre russe Nikolaï Doubovskoï (1859—1918), terminé en 1890. L'original est exposé au Musée russe à Saint-Pétersbourg (numéro d'inventaire Ж-4392). Ses dimensions sont de 76,5 × 128 cm,,.
Le tableau est présenté lors de la 18e exposition des peintres ambulants qui ouvre ses portes en février 1890 à Saint-Pétersbourg. Il est accueilli très favorablement, et dès l'exposition est acquis par l'empereur Alexandre III,. Pavel Tretiakov souhaitant également acquérir la toile, commande une copie certifiée à Doubovskoï. Cette copie est conservée aujourd'hui à la galerie Tretiakov à Moscou (86 × 143 cm), (inventaire no 988).
Ce tableau Silence qui relève du paysage d'émotion ou d'humeur est considéré comme l'œuvre la plus célèbre de Nikolaï Doubovskoï,,. Isaac Levitan écrit à propos du tableau que « saisir la nature elle-même comme dans Silence sans sentir l'intervention de l'auteur mais seulement les éléments eux-mêmes, peu de peintres peuvent le faire », et Vassili Bakcheïev répond à cela que « parmi les meilleures œuvres de la peinture il y en a peu d'aussi accomplies, d'aussi véridiques, d'une telle clarté classique, qui expriment aussi bien l'émotion ».

## Histoire
En 1877, Doubovskoï est inscrit à l'Académie impériale des Beaux-Arts, dans la classe de paysage du professeur Mikhaïl Klodt. Il y poursuit ses études jusqu'en 1881, mais avant les examens il refuse de réaliser le sujet choisi par l'académie et la quitte sans avoir obtenu son diplôme. En 1882, il réalise deux tableaux — Avant l'orage et Après la pluie — pour l'exposition de la Société impériale d'encouragement des beaux-arts et, en 1884,
il fait ses débuts dans les expositions des Ambulants, la 12e du nom et expose sa toile L'hiver. À partir de cette date, Doubovskoï n'exposera plus que dans des expositions du groupe des Ambulants, dont il devient un des membres les plus actifs en 1886,.

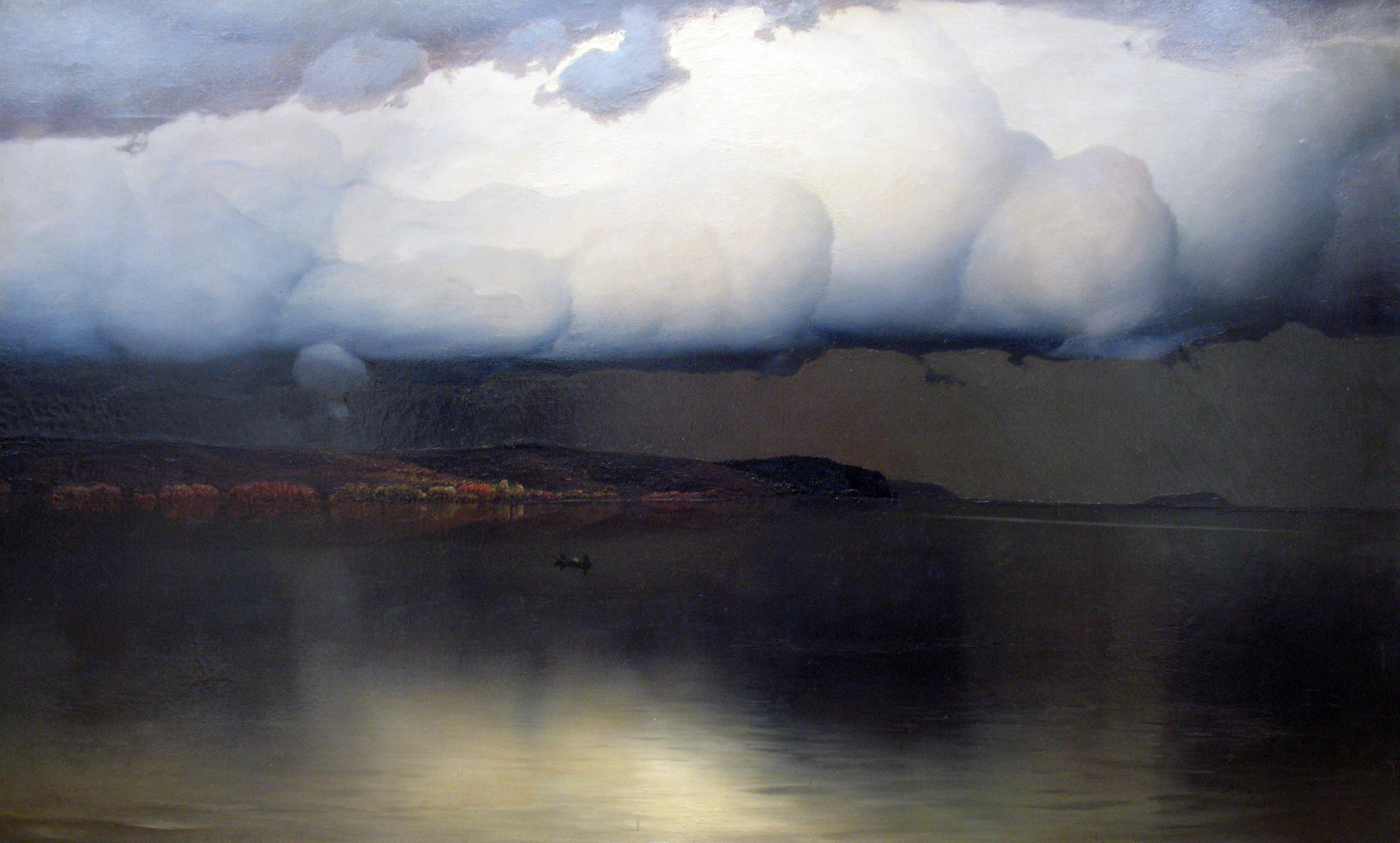
Silence (copie d'auteur, toile, huile, 86 × 143 cm, 1890,) galerie Tretiakov

Avant de travailler sur la toile, Doubovskoï réalise des études sur la mer Baltique,,.
Le tableau est achevé au début de l'année 1890 et est présenté à la 18e exposition des Peintres ambulants, qui se tient, en février de cette même année 1890, à Saint-Pétersbourg. Il y obtient un beau succès. Il est acheté par l'empereur Alexandre III, dont c'est la seule acquisition à l'exposition.
Apprenant l'achat de l'empereur, Nikolaï Yarochenko, un des organisateurs de l'exposition, commande immédiatement une copie à Doubovskoï parce qu'il apprend que Pavel Tretiakov voulait également acquérir la toile. Doubovskoï accepte et dans un délai de quinze jours il fournit la copie à Pavel Tretiakov, le 15 mars 1890. Tretiakov part alors à Saint-Pétersbourg pour examiner son acquisition. Dans sa lettre à Ilia Répine, Tretiakov écrit: « Je l'ai commandée cette toile, parce que pour le public elle va disparaître; la copie est, à mon avis, meilleure et mieux dimensionnée, ce qui rend son motif plus grandiose »,. La copie a été réalisée dans des tons plus contrastés, ce qui diminue un peu la morosité du sujet. Ce comportement de Tretiakov montre à quel point il jugeait nécessaire de posséder toutes les toiles importantes de Doubovskoï dans sa galerie, parce qu'il voyait dans ce peintre l'un des principaux maîtres russes du paysage.
Le tableau acheté par Alexandre III en 1890, est installé au Palais d'Hiver, puis il est transféré au Musée Russe, et, en 1897, il est transféré dans la collection de ce musée,. En 2010 la toile fait partie de l' exposition Le Ciel dans la peinture, qui a lieu au Corpus Benois du Musée Russe. En 2016—2017, le tableau est exposé lors de l' exposition de la collection du Musée russe intitulée Les peintres ambulants. Le réalisme russe et Répine 1870-1900 , qui a lieu au musée régional de Drenthe à Assen aux Pays-Bas.

## Descriptif
Le tableau représente des nuages d'orage éclairés par le soleil, en suspension au-dessus de la surface de l'eau. Leur partie supérieure fait penser à du coton blanc, tandis que leur partie inférieure est d'une couleur noire inquiétante. C'est le calme plat, il n'y a pas de vent et sur la surface lisse des eaux se reflètent les parties claires et foncées des nuages. Au loin on aperçoit une côte escarpée avec les maisons d'un village,. À gauche de la toile, des couronnes d'arbres et de buissons d'un rouge-orange vif se détachent sur le fond sombre d'une forêt. Plus près du rivage, une petite barque dont le rameur tente d'atteindre la terre ferme, avant le début du mauvais temps,.
Nikolaï Doubovskoï écrit dans une lettre: « La raison pour laquelle j'ai créé cette toile était l'intérêt passionné que j'ai ressenti souvent en observant la nature au moment où le silence se fait avant un gros orage ou entre deux orages, quand on retient son souffle à l'approche de la tempête. Cet état de la nature - le calme avant la tempête — peut s'exprimer par un seul mot Silence. C'est le nom que j'ai donné à mon tableau ».
Le spectateur ressent clairement l'état de tension de la nature avant la tempête devant ce tableau. Le peintre Iakov Mintchenkov, dans ses mémoires, écrit à propos de ce tableau Silence que pendant plus de 25 ans il a travaillé pour les expositions organisées pour les peintres Ambulants: « Les déménageurs ont apporté la toile de Doubovskoï enveloppée dans une couverture, l'ont posée sur un chevalet. Que nous apporte là Nikolaï Nikanorovitch ? Les hommes ont délié les cordes qui entouraient le tableau, enlevé la couverture, et moi je regarde cette toile et instinctivement je m'accroupis vers le sol. Enfant, j'avais peur des orages, surtout sur la Volga où j'habitais. Et voilà que maintenant il me semblait que sous les nuages, des éclairs allaient jaillir et que le tonnerre allait gronder. Et les ouvriers me demandent : « Eh quoi, tu as eu peur ? Et quoi encore ! ».
Le seul sentiment d'impuissance de l'homme devant les éléments de la nature qui s'exprime dans ce tableau ne doit toutefois pas être pris comme contenu principal. Il ne faut pas considérer non plus que l'artiste voudrait glorifier ces éléments quand ils se déchainent et leur pouvoir sur les hommes. Pour s'en convaincre il faut penser au fait qu'il n'a pas pris comme sujet la tempête elle-même, mais au contraire le moment qui la précède. La petite barque qui se dirige vers la rive et espère l'atteindre le plus vite possible ne souligne en rien l'impuissance de rameur. Selon l'historien d'art Vladislav Simenko, « nous ne savons pas si le rameur atteindra le rivage sans problème, mais dès que nous le voyons, nous ne pouvons plus rester insensible à son sort et nous espérons qu'il y arrivera. Nous regardons alors la nature menaçante qui l'entoure avec les yeux attentifs d'un lutteur et non ceux d'une victime humiliée et soumise».

## Esquisses et doubles
En plus de la copie réalisée en 1890 et qui se trouve à la galerie Tretiakov, il en existe encore plusieurs autres de la main du maître lui-même. L'une d'elles, datée de 1896, est exposée au musée de Poltava. Une autre encore, datée de 1913—1915, se trouve au musée d'art de Samara. Une copie non datée se trouve au Musée régional des beaux-arts de Rostov, et une variante intitulée Le nuage s'approche (ou Nuage s'approchant), datée de 1912, est exposée au Musée des cosaques du Don à Novotcherkassk. Une copie des années 1890 fait partie des collections (toile, huile, 69 × 112 cm) du Musée-réserve de Vladimir- Souzdal. À la galerie de peinture de l'oblast de Vologda on peut voir une variante intitulée :Silence. Nuage s'approchant, datée de 1912. On connaît encore une copie de l'auteur 85,6 × 133 cm), qui se trouve dans les collections du Zimmerli Art Museum de l'Université Rutgers (New Brunswick, état du New Jersey, États-Unis), qui provient d'une partie de la collection de Georges Riabova .
Le musée national des beaux-arts de Biélorussie possède une esquisse non datée du tableau Silence (selon d'autres sources c'est une copie réduite du tableau que l'on trouve à Minsk).

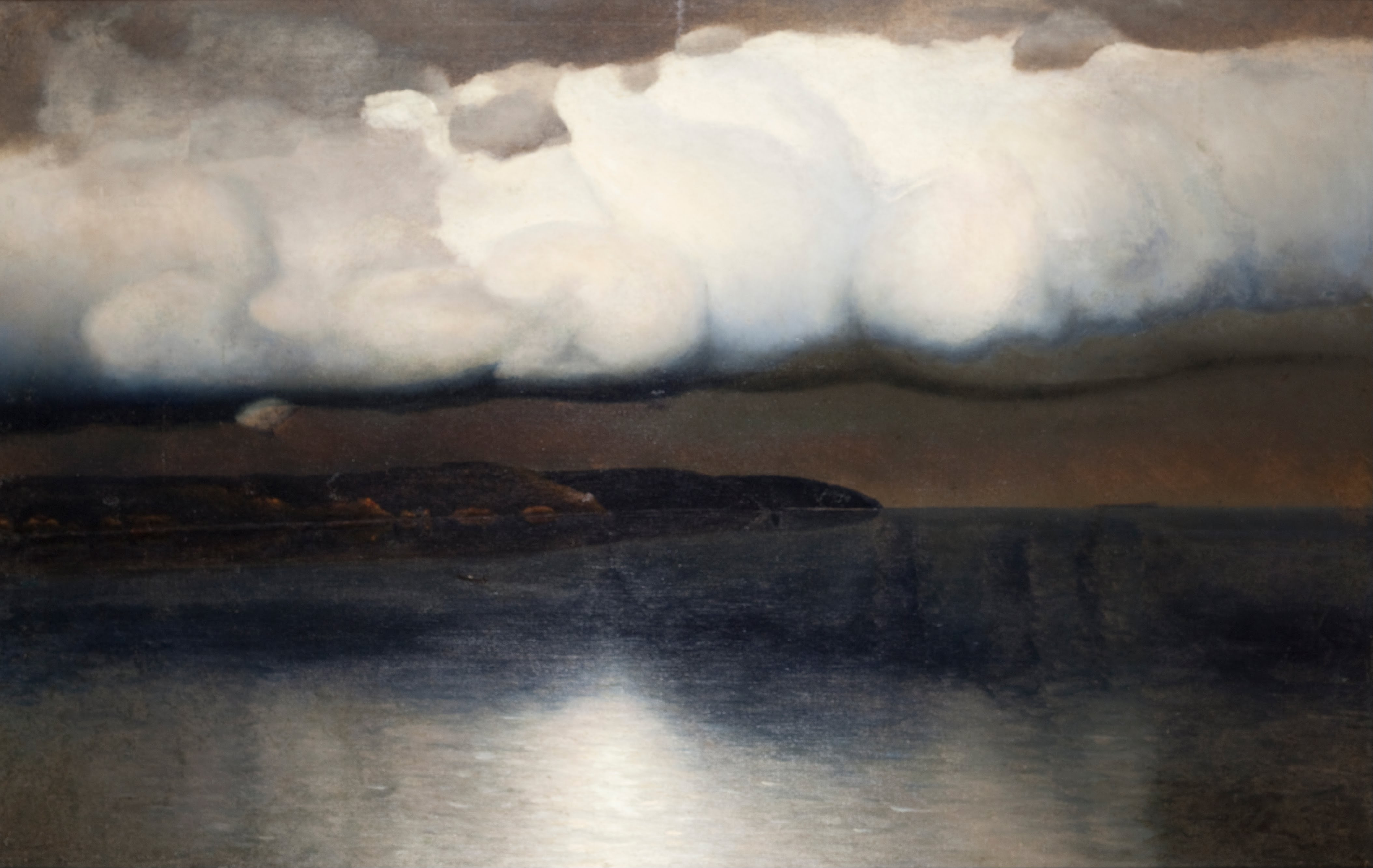
Silence (1890, Musée Zimmerli, États Unis).
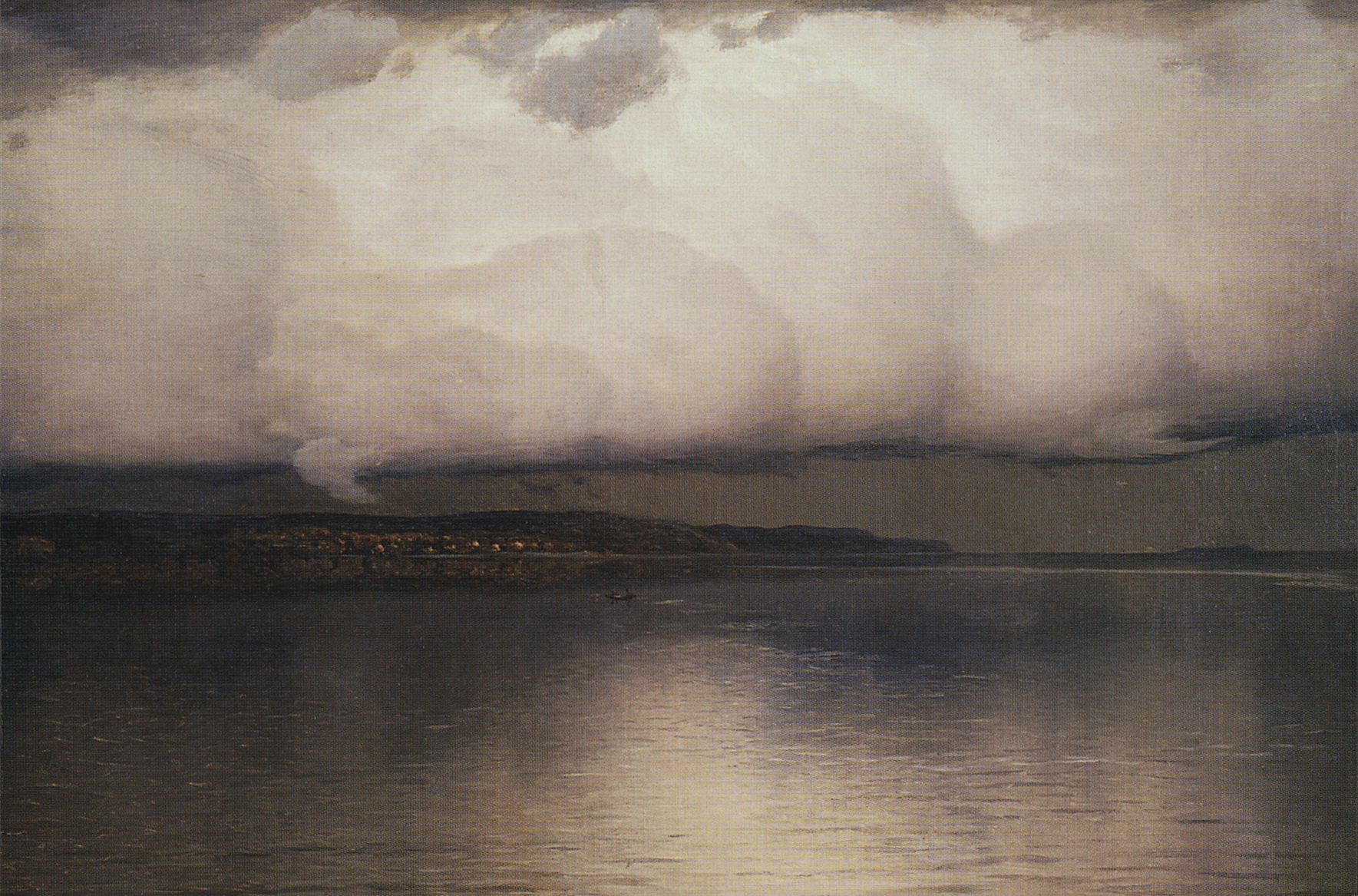
Silence (1890) Musée réserve de Vladimir-Souzdal.
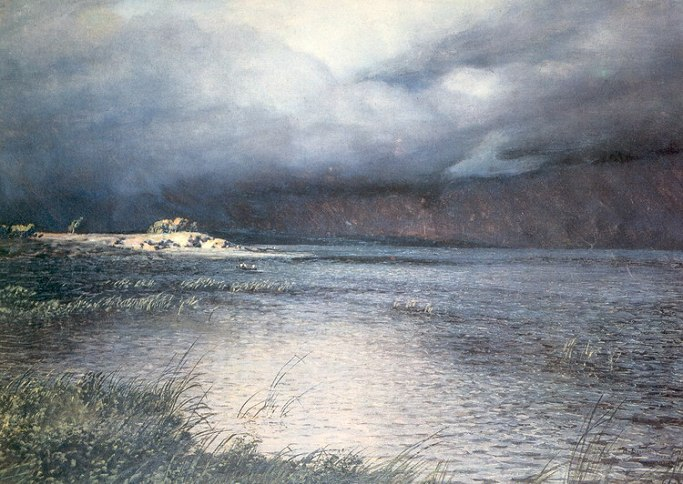
Le nuage approche (1912, Musée d'histoire de Cosaques du Don  à Novotcherkassk.

## Critiques
Vladimir Stassov, critique d'art, dans un article daté de 1890, Exposition itinérante et ses critiques, apprécie positivement le talent de Nikolaï Doubovskoï et attire l'attention sur la fraîcheur et la véracité de ses paysages. Il s'attarde sur l'analyse du tableau présenté à la 18e exposition des Ambulants, Silence et fait remarquer que ce paysage évoque de grandes étendues d'eau, mais de manière originale, nouvelle, magistrale. Décrivant ses impressions personnelles il ajoute que « l'eau est faite de pur cristal produisant des reflets incroyables ». Il apprécie à la fois la représentation du ciel et la manifestation des phénomènes naturels et remarque que les bandeaux de brumes sombres sous les nuages, au-dessus de la ville éloignée sont magnifiques ».
Dans ses mémoires sur les peintres ambulants, Iakov Mintchenkov cite la phrase d'Isaac Levitan, qui décrit le tableau comme suit : « Les sentiments que nous avons en voyant la nature, nous pouvons peut-être les transmettre, mais saisir les éléments à partir de la nature elle-même, comme le fait cette toile Silence, où l'on ne sent pas la présence du peintre, puis transmettre ces éléments eux-mêmes, cela tout le monde ne peut pas le faire ». Levitan n'est pas le seul des peintres ambulants à avoir apprécie les toiles de Doubovskoï. Il eut aussi comme admirateur : Ilia Répine et Nikolaï Yarochenko.
Le critique d'art Vladislav Zimenko observe que le sujet choisi, la mer et le ciel, permettent de montrer un espace libre, sans limites et inversé comme un miroir, dans lequel le talentueux Doubovskoï peut venir inscrire le motif de sa toile. Sa quête est pleinement exprimée dans le titre donné à son tableau : Silence. Selon Zimenko, le peintre veut avant tout étonner par la stricte objectivité de l'image produite : un motif naturel majestueux, étranger à tout affect subjectif et qui est le résultat d'une profonde connaissance de la nature. En parallèle à cette objectivité, derrière ces images de la nature, on trouve une profonde connaissance humaniste du monde. La force des éléments naturels contraste avec l'esprit, la force et le courage du spectateur qui regarde le tableau.
Pour Tamara Iourova, historienne d'art, le tableau Silence montre l'intérêt que porte Doubovskoï « aux moments extraordinaires dans la vie de la nature » et aux « effets naturels difficilement saisissables », qu'il a souvent choisi de reproduire dans son œuvre. Ce tableau a aidé le peintre à trouver par la suite des thèmes de paysages présentant de larges surfaces d'eau. C'est d'ailleurs devenu un des thèmes principaux de sa production.
L'artiste Vassili Bakcheïev dans un article Le paysage dans la peinture russe, à propos des œuvres les plus connues de ce genre dans la peinture russe, se souvient du tableau Silence « figé dans l'attente de l'orage avec ses énormes nuages gris-plombés ». Bacheïev apprécie beaucoup l'œuvre de Doubovskoï, et fait valoir que parmi les meilleurs tableaux au monde il n'y en a pas beaucoup d'aussi achevés, d'une telle luminosité qui produit un paysage de l'émotion ». Selon son expression, « c'est un tableau dans le plein sens du terme ».